# Ramón II de Cerdaña
Ramón II de Cerdaña (?-1134), fue vizconde de Cerdaña y de Conflent (1067-1134).
Sucedió a su padre Bernardo II de Cerdaña después del 1067. Se repartió las tierras de su padre con su hermano Bernardo Bernardo de Urtx: Ramón II fue vizconde de Cerdaña y Bernardo Bernardo vizconde de Urtx.
Murió sin hijos varones en el año 1134 y le sucedió su hija Sibila de Cerdaña.
| Predecesor: Bernardo II de Cerdaña | Vizconde de Cerdaña y Conflent 1067-1134 | Sucesor: Sibila de Cerdaña |

- Datos: Q5792562